# Marilyn Knowlden
Marilyn Knowlden (* 12. Mai 1926 in Oakland, Kalifornien) ist eine ehemalige US-amerikanische Kinderschauspielerin.

## Leben und Karriere
Im Alter von vier Jahren wurde Marilyn Knowlden bei einem Casting für eine Rolle im Film Women Love Once ausgewählt. Für ihre Filmauftritte erhielt sie schnell Lob und wurde von zeitgenössischen Zeitungsartikeln in eine Reihe mit anderen erfolgreichen Kinderdarstellern wie Jackie Cooper und Dickie Moore gestellt. In den nächsten zehn Jahren spielte sie in über 30 Kinofilmen, darunter nennenswerte Nebenrollen in mehreren namhaften Großproduktionen. Sie war häufig als Tochter oder jüngeres Ich der Hauptfigur zu sehen. Zu ihren bekanntesten Rollen zählen die junge Agnes Wickfield in der starbesetzten Dickens-Literaturverfilmung David Copperfield (1935) unter Regie von George Cukor, die junge Cosette in der Victor-Hugo-Verfilmung Die Elenden (1935) mit Fredric March und Charles Laughton, die Filmtochter von Irene Dunne im Musical Show Boat (1936) sowie eine Kindheitsfreundin von James Cagneys Hauptfigur in Michael Curtiz’ Gangsterfilm Chicago – Engel mit schmutzigen Gesichtern (1938). Insgesamt wurden sechs Filme, an denen Knowlden mitwirkte, für einen Oscar als Bester Film nominiert. Den Sprung zum Kinderstar schaffte Knowlden allerdings nie, sie blieb meistens auf Nebenrollen beschränkt.
Nachdem sie sich 1944 aus dem Schauspielgeschäft zurückgezogen hatte, absolvierte sie ihr Studium am Mills College. Knowlden heiratete einen Offizier und bekam drei Kinder, später folgten Enkel und Urenkel. Sie lebte unter anderem in China und Japan. Nebenbei schrieb sie unter anderem Texte und Songs für Musicals. Knowlden kehrte ab dem Jahre 1994 auf die lokale Theaterbühne zurück und spielte dort zum Beispiel die Rolle der Tante Abby in Arsen und Spitzenhäubchen und Mrs. Higgins in My Fair Lady. 2011 erschien ihre Autobiografie Little Girl in Big Pictures. Sie lebt heute im südkalifornischen Fallbrook in einem Seniorenheim und gibt – als eine der letzten lebenden Personen aus dem Hollywood der 1930er-Jahre – gelegentlich Interviews.

## Filmografie
- 1931: Women Love Once
- 1931: Wicked
- 1931: The Cisco Kid
- 1931: Once a Lady
- 1931: Husband’s Holiday
- 1932: The Conquerors
- 1932: Call Her Savage
- 1933: The Mind Reader
- 1933: Vier Schwestern (Little Women)
- 1933: The World Changes
- 1934: As the Earth Turns
- 1934: Frauen am Scheidewege (Imitation of Life)
- 1935: David Copperfield
- 1935: Die Elenden (Les Misérables)
- 1935: Condemned to Live
- 1935: Metropolitan
- 1936: Show Boat
- 1936: Ein rastloses Leben (Anthony Adverse)
- 1936: Ein aufsässiges Mädchen (A Woman Rebels)
- 1936: Easy to Take
- 1936: Am großen Strom (Rainbow on the River)
- 1937: Das Sklavenschiff (Slave Ship)
- 1938: Marie-Antoinette
- 1938: Barefoot Boy
- 1938: Just Around the Corner
- 1938: Chicago – Engel mit schmutzigen Gesichtern (Angels with Dirty Faces)
- 1939: I’ll Tell the World (Kurzfilm)
- 1939: Hidden Power
- 1940: The Way of All Flesh
- 1940: Hölle, wo ist dein Sieg? (All This, and Heaven Too)
- 1944: Broadway Rhythm